# Cristina Calderón

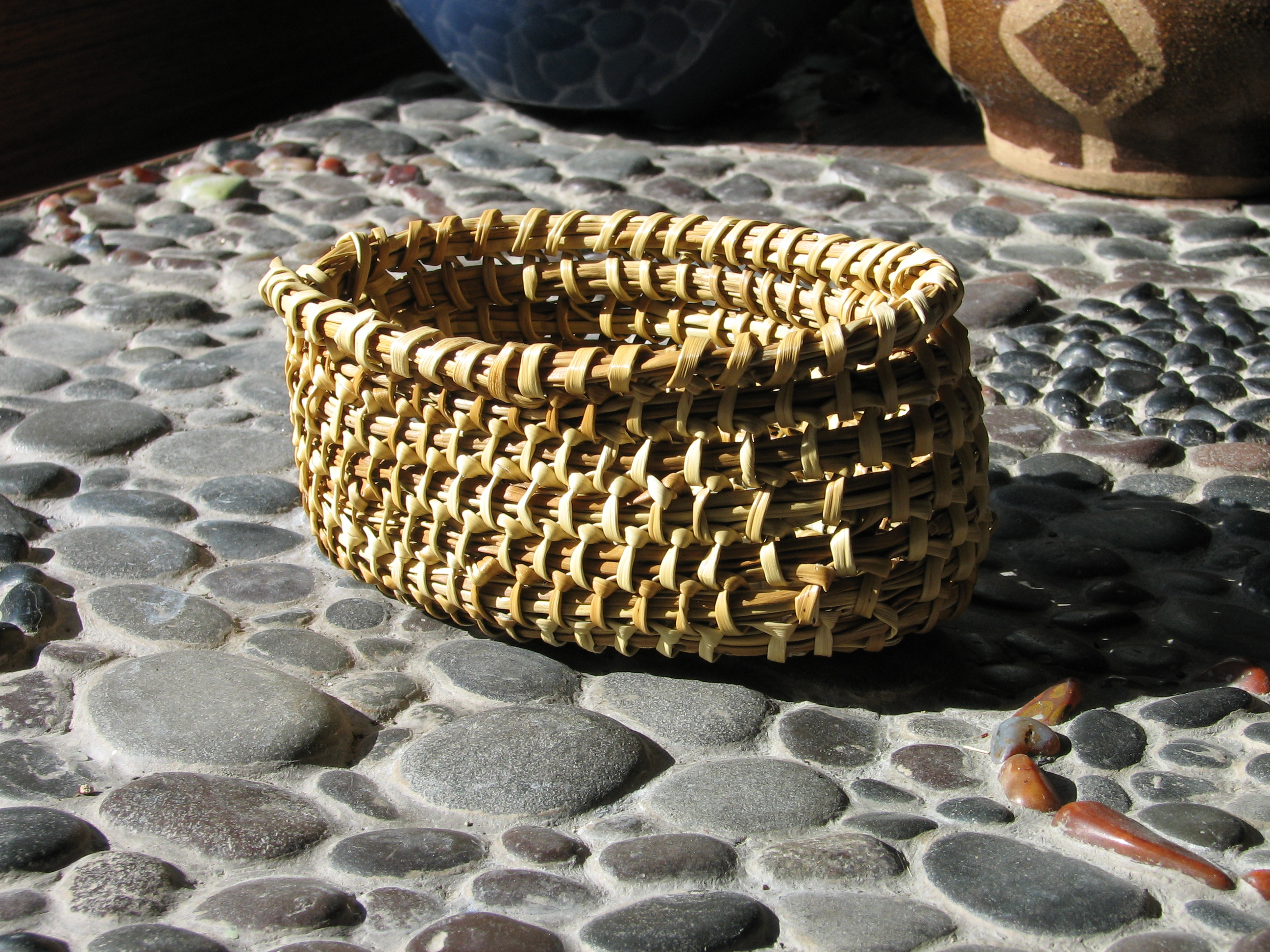
Cistella yàmana teixida per Cristina Calderón.

Cristina Calderón (Robalo, Illa de Navarino, Xile, 24 de maig de 1928 – Regió de Magallanes i de l'Antàrtica Xilena, 16 de febrer de 2022) va ser l'última parlant nativa del yagán, representant d'aquesta ètnia i l'última integrant d'aquesta cultura que arribà a veure llurs costums, després de la mort de la seva germana Úrsula el 2003, i d'Emelinda Acuña el 12 d'octubre de 2005 per un atac de cor.
Cristina Calderón va ser oficialment declarada Filla Il·lustre de la Regió de Magallanes i de l'Antàrtica Xilena. També va ser reconeguda pel Consell Nacional de la Cultura i les Arts de Xile com a Tresor Humà Viu, en el marc de la Convenció per la Salvaguarda del Patrimoni Immaterial, adoptada per UNESCO el 2003. Així mateix, va ser anomenada entre les 50 dones protagonistes del Bicentenari de la República de Xile.

## Biografia
Nascuda el 24 de maig de 1928, ella i la seva germana van quedar òrfenes de nenes i la seva educació va ser assumida per una yamanà propera al seu clan. Treballava en cistelleria, amb joncs que ella mateixa recol·lectava, i vivia a Villa Ukika, a dos kilòmetres de Puerto Williams. Va tenir 9 fills (7 d'ells vius), 14 nets, i nombrosos besnets. Alguns pobladors locals l'anomenen "Abuela".

### Família
Ella i la seva família es van preocupar de la conservació del yàmana, dedicant-se principalment a conservar tot el que involucra la seva cultura. Al costat de la seva neta Cristina Zárraga van estar confeccionant un diccionari amb paraules d'aquesta llengua i editaren un llibre anomenat Hai Kur Mamašu Shis (Vull contar-te un conte) que conté històries i llegendes dels yàmanes. Mentrestant, la seva filla Lidia González treballa com a monitora al Jardí Ètnic de Villa Ukika ensenyant als nens a parlar en llengua yàmana perquè conservin les seves tradicions.